# Cratere Mavis
Mavis è un cratere lunare di 1,09 km situato nella parte nord-occidentale della faccia visibile della Luna.